# Естаді Насьйональ
«Естаді Насьйональ д'Андорра» (кат. Estadi Nacional d'Andorra) — футбольний стадіон розташований у місті Андорра-ла-Велья. Стадіон використовується для гри у футбол та регбі.
На стадіоні три трибуни, над центральною трибуною є дах. Місткість арени — 3 тисячі осіб. На «Естаді Насьйональ» використовується штучний газон.

## Історія
Проєкт будівництва стадіону схвалено у 2011 році. 26 листопада 2011 прем'єр-міністр Андорри Антоні Марті представив проєкт «Естаді Насьйональ» президенту організації Регбі Європи Жану-Клоду Баке.
25 січня 2012 року Рада міністрів Андорри оголосила конкурс на будівництво стадіону. Ціна проєкту склала 3,5 млн євро. У травні 2012 року серед 22 проєктів переміг проєкт архітектора Жулії Калл Реіг. У квітні 2012 року уряд Андорри на прохання УЄФА виділив ще 670 тисяч євро на освітлення стадіону, що дасть змогу транслювати матчі у форматі високої чіткості (HD).
У грудні 2012 року прем'єр-міністр Антоні Марті та президент Футбольної федерації Андорри Антоні Гірібет підписали угоду про будівництво «Естаді Насьйональ». За умовами договору Футбольна федерація Андорри виділяє уряду Андорри суму 2 млн євро. Однак, ця сума покривається із програми УЄФА «Хет-трик». Будівництво стадіону розпочалося у 2013 році на місці стадіону Camp d'Esports del MI Consell General, який був однією з перших спортивних споруд у князівстві та був побудований у 1971 році.
4 вересня 2014 року стадіон відвідав прем'єр-міністр Андорри Антоні Марті та державний секретар з питань спорту Жорді Керкуєда. Візит був приурочений до успішного проходження газону вимог ФІФА. Експертизу проводила незалежна лабораторія університету Гента. 9 вересня 2014 року відбувся перший матч збірної Андорри з футболу на новій арені, команда приймала збірну Уельсу у рамках кваліфікації на чемпіонат Європи 2016 року. У підсумку Андорра зазнала поразки з рахунком (0:2). У вересні 2014 року на стадіоні відбулися відбіркові ігри групи 8 на чемпіонат Європи з футболу серед команд до 17 років. 22 листопада 2014 року відбулося офіційне відкриття стадіону.
У серпні 2015 року уряд Андорри дозволив футбольному клубу «Андорра» грати на стадіоні протягом двох перших місяців сезону 2015/16.
У липні 2021 року уряд Андорри домовився з футбольним клубом «Андорра» про проведення матчів Прімера Федерасьйон на цьому стадіоні.
8 жовтня 2021 року, за день до того, як Андорра мала зіграти з Англією у відбірковому матчі Чемпіонату світу з футболу 2022 року, на телевізійному порталі стадіону сталася пожежа. Було завдано значних пошкоджень металевому порталу та телевізійному обладнанню всередині, один з моніторів VAR на полі був знищений, частина сидінь в одній з підтрибунних приміщень розплавилася, а частина штучного покриття обгоріла. Ремонтні роботи були проведені в наступні години, так що матч на стадіоні зміг продовжитися, незважаючи на пожежу.